# Carola Bluhm
Carola Bluhm (anteriormente Carola Freundl; nascida em 16 de novembro de 1962) é uma política alemã (Die Linke). Desde 1991 é membro da Câmara dos Representantes de Berlim. Em 2009, tornou-se membro do Senado de Berlim, no qual, entre 16 de outubro de 2009 e 2011, atuou como senadora para Integração, Trabalho e Assuntos Sociais na administração da coalizão vermelho-vermelha de Klaus Wowereit.
Carola Freundl era seu nome de casada. No entanto, após o término de seu casamento, ela anunciou em 2005 que estava voltando ao nome de solteira.

## Vida
Carola Bluhm nasceu na Berlim Oriental. Seus pais eram ambos advogados. Apesar de passar suas primeiras duas décadas e meia na República Democrática Alemã (Alemanha Oriental), ela cresceu em uma "família acadêmica aberta" onde "o debate crítico [sobre as questões da época] ocorria todos os dias". Por sua própria conta, ela foi encorajada a pensar por si mesma, uma atitude de espírito que mais tarde encontrou seu caminho em sua abordagem política. Em 1982 fez uma formação profissional na escola, passando no vestibular (Abitur). Isso abriu caminho para uma carreira na produção de frutas e hortaliças, uma profissão valorizada em um país onde, pelo menos nas cidades, os produtos frescos geralmente eram escassos. A experiência foi formativa. Depois de dez anos na escola em Berlim com os mesmos colegas, ela foi sediada em Brandenburg an der Havel, pela primeira vez longe da capital e trabalhando com novos colegas. Com tristeza, ela relembrava o período de colheita de maçãs, quando os camaradas começavam a trabalhar às 4h da manhã todos os dias, sem folga nos fins de semana, para  garantir que as maçãs classificadas e embaladas fossem de perfeita qualidade, apenas para sofrer a amarga experiência de ver o seu trabalho tornar-se inútil à medida que as frutas se deterioravam nas caixas devido a falhas logísticas que impediam as autoridades de providenciar o transporte atempado para as lojas. Ela se juntou ao Partido Socialista Unificado em 1982 e tornou-se candidata a um cargo político local logo depois, mas nunca foi cega para as imperfeições práticas do estado de partido único da Alemanha Oriental em ação.
A aprovação em seu Abitur e sua "educação em jardinagem de frutas" abriram o caminho para uma educação de nível universitário: entre 1982 e 1987, ela frequentou a Universidade Humboldt de Berlim . Sua mãe se opôs ferozmente à sua escolha de assunto, preferindo que ela se graduasse em algo menos politicamente carregado, possivelmente envolvendo jardinagem paisagística. No entanto, Bluhm escolheu a Sociologia que, de acordo com o tempo e o lugar, foi ensinada através do prisma do marxismo-leninismo do partido. O ensino, no entanto, foi bem estruturado e ela se formou em 1987. Grande parte do foco de seus estudos envolvia as dificuldades surgidas com as grandes reformas habitacionais que eram uma característica da Alemanha Oriental na década de 1980. As pessoas mais velhas cujos filhos tinham saído de casa relutavam em se mudar e perdem todos os amigos e associações das áreas onde criaram suas famílias, enquanto para os mais jovens com filhos havia uma escassez de apartamentos suficientemente grandes. Não houve tentativa de evitar o estudo de questões e processos sociais surgidos no país, mas qualquer pensamento de discutir a interação de tais questões com a estrutura política geral do país era um tabu total para acadêmicos envolvidos em trabalhos de pesquisa social sociológica ou empírica.
Sua filha nasceu em 1985. A Alemanha Oriental há muito sofria de uma escassez populacional de população em idade ativa graças ao massacre da guerra na década de 1940 e à emigração da Alemanha do Leste para a Oeste durante o final da década de 1940 e até a década de 1950. O governo estava ansioso para encorajar mais crianças: apoiada por um sistema flexível e por sua família Bluhm conseguiu combinar estudo intenso com maternidade. Seu filho nasceu em 1988, depois que ela concluiu seus estudos de graduação. Entre 1987 e 1991 trabalhou como assistente de pesquisa no Instituto de Gestão Econômica Socialista da Academia de Economia de Berlim ("Hochschule für Ökonomie Berlin" ).
Durante o final da década de 1980, o establishment político da Alemanha Oriental sofreu uma crise de confiança quando a Glasnost repercurtiu, intensificação da rivalidade industrial e comercial entre a União Soviética e a República Democrática Alemã. Nos departamentos universitários de sociologia, havia pouco apetite para minar o estado, concentrando-se nas disfuncionalidades cada vez mais gritantes do estado socialista, mas também não era possível ignorar os fatos objetivos. Alguém na posição de Bluhm poderia estar esperando trabalhar para um doutorado e seguir uma carreira universitária como professora de sociologia, mas à medida que as oportunidades de carreira acadêmica foram desaparecendo, Carola Bluhm mudou para a política não necessariamente por uma escolha, mas em resposta tanto à sua situação pessoal, quanto mãe de dois filhos muito pequenos, e a eventos nacionais.
Depois de novembro de 1989, quando os manifestantes romperam o muro, ficou claro que as forças fraternas soviéticas não tinham instruções para reprimir os protestos de rua através força,  como haviam feito em 1953 (e, mais recentemente, em Praga em 1968). Uma sucessão de eventos aparentemente imparáveis foi desencadeada, levando à primeira (e como as coisas acabaram) eleições livres e justas na Alemanha Oriental em março de 1990 e então, formalmente em outubro de 1990, a reunificação alemã. Na até então importante Academia de Economia de Berlim, as perspectivas de carreira de Carola Bluhm desapareceram. Em 1990, ela foi informada sucintamente por escrito que estava sendo demitida temporariamente ( "in Warteschleife geschickt" ) e seis meses depois, seu emprego desapareceu definitivamente. O desemprego, até então uma questão teórica que ela havia pesquisado e sobre o qual havia lecionado como acadêmica, tornou-se sua realidade pessoal.
O antigo Partido da Unidade Socialista ("Sozialistische Einheitspartei Deutschlands" / SED), até então o partido no poder na ditadura de partido único da Alemanha Oriental, embarcou em um relançamento para um futuro democrático, parte do qual envolveu se renomear como o Partido do Socialismo Democrático (PDS). Bluhm foi uma das pessoas que ficou com o partido, tornando-se membro do PDS em 1990. A mudança para um envolvimento mais ativo na política aconteceu quase por acidente naquele mesmo ano, quando um amigo  pediu que ela participasse de uma reunião do partido  como seu representante. Ela compareceu e e espontaneamente decidiu candidatar-se por conta própria. Seu compromisso de usar as mudanças políticas em curso como uma chance de reformar a República Democrática Alemã de uma perspectiva de esquerda, mas abraçando a emancipação e a democracia de maneiras que, tradicionalmente, o SED não havia feito. Falou-se de uma "terceira via"." principal candidato do partido era um homem chamado Hans Luft, mas o segundo lugar de Bluhm na lista do partido acabou sendo suficiente para garantir sua eleição para o conselho da cidade.
Após a reunificação, a partir de janeiro de 1991, ela se tornou membro da Câmara dos Representantes de Berlim (<i id="mwZA">"Abgeordnetenhaus"</i>), agora cobrindo o que antes era Berlim Oriental e Ocidental. Trabalhar com políticos da cidade que haviam se acostumado com preceitos socioeconômicos contexto democrático  diferentes da Berlim Ocidental envolveu aprendizado e "debates muito intensos" não eram raros. Entre 1995 e 2001, presidiu o grupo PDS na Câmara dos Deputados de Berlim, juntamente com Harald Wolf: depois, em 2001, tornou-se vice-presidente. Entre 2006 e 2009 foi ela própria presidente do grupo parlamentar do PDS na Assembleia. Imediatamente antes disso, de 2004 a 1006, ela foi membro da comissão de inquérito da assembléia "Um futuro para Berlim".
Entre 2009 e 2011, atuou como senadora para Integração, Trabalho e Assuntos Sociais na administração da coalizão vermelho-vermelho de Klaus Wowereit, assumindo o cargo após a aposentadoria da anterior titular, Heidi Knake-Werner. Nas eleições locais de 2011, a coalizão vermelho-vermelho perdeu a maioria. O PDS entrou em oposição enquanto a governança da cidade passou para uma grande coalizão do SPD e CDU. Bluhm, com os demais senadores do PDS, renunciou às suas responsabilidades senatoriais. O partido recuperou sua posição nas eleições estaduais de 2016 e voltou à governança municipal. Bluhm agora retornou, ainda que brevemente, à sua posição como presidente do grupo do partido na assembléia, desta vez junto com Udo Wolf.